# Pseudoechthistatus acutipennis
Pseudoechthistatus acutipennis är en skalbaggsart som beskrevs av Fernando Chiang 1981. Pseudoechthistatus acutipennis ingår i släktet Pseudoechthistatus och familjen långhorningar. Inga underarter finns listade i Catalogue of Life.